# 597 a.C.
Il 597 a.C. (DXCVII a.C. in numeri romani) è un anno  del VI secolo a.C.

## Eventi
Deportazione degli ebrei da parte di Nabucodonosor II di Babilonia. (data meno accreditata: 617 a.C.)